# ÁVT WIEN
Az V osztályú mozdonyok az Osztrák–Magyar Államvasút-Társaság (ÁVT/OMÁV) tehervonati gőzmozdonyai voltak. Közülük 42 példány a MÁV állagába került IVb. osztályjelzéssel, melyek 1911-ben a 459 sorozatjelet kapták.

## Kifejlesztése
A Monarchia egy legkiterjedtebb vasúthálózatával rendelkező vasúttársasága, az Osztrák Államvasút-Társaság (ÁVT) vonalai között számos komolyabb emelkedőkkel tarkított vonal is előfordult: így csak a magyar vonalrészt tekintve a Marchegg–Báziás fővonalon 9‰-es, a Vágvölgyi vasúttól átvett vonal 12‰-es, a Morvavölgyi HÉV vonala 15‰-es emelkedőjű, 200–300 méteres ívsugarakkal tarkított vonalai említhetők. Ezen vonalak tehervonatainak továbbítását a Kiegyezést követő forgalomnövekedés miatt a három kapcsolt kerékpárú C tengelyelrendezésű mozdonyok csak előfogattal voltak képesek továbbítani. Ugyan az ÁVT rendelkezett négy kapcsolt kerékpárú D tengelyelrendezésű mozdonyokkal, ezek azonban még 1855-ben készültek a Bécs–Győri Vasút részére. Ezért a vasúttársaság új mozdonyok beszerzését határozta el. Az új típus terveit az 1866-tól beszerzett IVs osztályú mozdonyokat alapul véve készítették el, azonban a kazán méretét megnövelték és a tömegnövekedést egy további kapcsolt kerékpár alkalmazásával kompenzálták.
Az új mozdonytípus első tíz példányát 1867-ben készítette el Osztrák Államvasút-Társaság saját gépgyárában, melyek a 600–609 pályaszámokat és a korszakra jellemző módon saját neveket is kaptak. Az ÁVT második számozási rendszerében a típust az V. osztályjelzéssel látták el.
A mozdonyok hasonlítottak a Déli Vasút 35a sorozatú mozdonyaihoz, azonban annál kisebb rostéllyal és alacsonyabb tömeggel készültek.

## Szerkezete
A V. osztályú mozdonyok belső keretes, D tengelyelrendezésű, azaz négy, a keretbe ágyazott kapcsolt kerékpárral készült kéthengeres, ikergépezetű, szerkocsis gőzmozdonyok voltak.

### Kazán
A porosz-, más néven Becker-rendszerű állókazánt a keretlemezek közé húzták be, így külső szélessége alul , alig 1,22 m, felül 1,45 m széles volt. Az állókazán-köpeny 13 és 14 mm-es vaslemezekből, a tűzszekrény csőfala 15 és 26 mm-es, míg mennyezete, valamint oldal- és ajtófalai 15 mm-es lemezekből készültek. A rostély esése 1/8.
Az 5034 mm hosszúságú és közel 1,4 m átmérőjű hosszkazánt négy, 13 és 14 mm-es folytvas lemezekből álló övből szegecselték össze; a tengelye (középvonala) a sínkorona fölött 1,9 m magasan található. A kazánt a szokásos módon a füstszekrény alatt, a füstszekrénytartónál rögzítették a kerethez, így hátrafelé dilatálhatott.
Az első kazánövön helyezték el a gőzdómot, melyre közvetett terhelésű rugómérleges biztonsági szelep került. A gőzdómban helyezték el a függőleges tolattyútükörrel készült síktolattyús gőzszabályzót. Innen a gőz egy, az ÁVT mozdonyaira jellemző, a kazánon kívül elvezetett íves beömlőcsöveken át a gőzhengerekhez áramlott. Külön csövek vezettek a gőzdómból a lövettyűkhöz is.
A kazánba 207 darab 46,5/52 mm átmérőjű folytvas tűzcsövet építettek. A rövid füstszekrényben helyezték el a síkszitás szikrafogót és a túlhevítő gőzgyűjtőszekrényét. A fúvócső a békaszájú volt. A kúpos alakú kémény 758 mm hosszú volt, alul 380, míg felül 445 mm átmérőjű volt és felső részét, melyre galléros pernyeelterő is került, szükség esetén leszerelhették. A füstszekrényajtó kétszárnyú volt; zárása a pereménél körben elhelyezett kallantyúkkal történt. A kazánt 2 db Friedmann-rendszerű SZ. osztályú nem szívó, 9 mm-es nyílású ún. „restarting” frissgőz-lövettyű táplálta vízzel.

### Gépezet
A két, kereten kívül vízszintesen elhelyezett gőzhenger a kapcsolt kerékpárok közül a harmadikat hajtotta.  A keresztfejek kétvezetékesek voltak.  A hengerek legnagyobb töltése mindkét irányban 65% volt.
A gőzhengerek külső beömlésű kagylós síktolattyúkkal készültek, melyeket az ÁVT-nél szokásos a kereten belül elhelyezett Gooch-rendszerű vezérművek szabályoztak. A tolattyúk belső túlfedése 4,75 mm, külső túlfedése elöl 23,75mm, hátul 26,25mm értékű volt.

### Keret, futómű, mozdonysátor
A mozdony 1185 mm futókör-átmérőjű hajtott és kapcsolt kerékpárokkal készültek. A tengelyágy-vezetékeket és a csapágyakat egyedi kenőbeles kenőberendezésekkel látták el. A belső elrendezésű, szegecseléssel lemezkeret két, egymástól 1,114 m távolságban lévő kettős folytvaslemez hossztartóból állt, melyeket elöl a mellgerenda, hátul a kapocsszekrény kötött össze, közöttük pedig a hengermerevítők mögöttük elhelyezett, függőleges folytvaslemez-kereszttartók (ún. keretkötők) merevített ki. A merev tengelytávolság csökkentésére a kapcsolt kerékpárokat a keretbe egymáshoz olyan közel ágyazták, amennyire csak lehetséges volt. A kerekek ellensúlyai a korai gőzmozdonyokra jellemzően körcikkekhez hasonló szegmensekből álltak. A tengelyágytokok keretkivágásait acélöntésű ágyvezetékek merevítették, valamint a keretlemezeknek a kivágásoknál lévő nyúlványait alul összekötő ún. kötővasak fogták össze. Az első és második kapcsolt kerékpárnak saját hordrugói voltak, melyeket a tengelyek fölött helyezték el. A hátsó két kapcsolt kerékpár csapágyait oldalanként egy-egy függvassal ellátott himba kötötte össze és a himbák forgócsapját támasztotta alá egy laprugó. A keret hátsó része külön elemként, az állókazán befogadására kissé szélesebbre készült.
A mozdonysátor az ÁVT-nél szokásos oldalt erősen kivágott kivitelű volt, homlokán egy-egy szögletes ablakkal. Oldalra egy-egy tolóablak került.

### Segédberendezések
A mozdonyra fékberendezést egyáltalán nem szereltek. A gőzben lévő alkatrészek kenéséről Nathan-rendszerű kenőszivattyú gondoskodott. Kedvezőtlen tapadási viszonyok esetén kézzel működtethető homokoló juttatott homokot ez első kapcsolt kerékpár elé.

### Szerkocsi
A V. osztályú mozdonyokhoz a ÁVT egyik szabványosnál háromtengelyes szerkocsitípusát kapcsolták. A szerkocsi hossztartóit a mozdonyhoz hasonlóan kettős vaslemezek alkották, melyek kivágásaiban helyezték el a kerékpárok hordrugóit. A rugók közé himbákat nem iktattak be. A hossztartókra szokásos módon a víztartály támaszkodott, melynek tetején alakították ki a szénférőt. A szerkocsira légféket nem, mindössze csavarorsós kéziféket szereltek föl, melyek a kerekek mögött elhelyezett féktuskókra hatnak.

## Sorozatgyártás
A mozdonyok mind alakjuk, mind megoldásaiban az ÁVT többi mozdonyához hasonlóan – a társaság tulajdonosait ismerve nem meglepő módon – a francia mozdonyépítés jegyeit viselték magukon. A próbamenetek kedvező eredményei nyomán Lokomotivfabrik der StEG a típusból a már említetteken felül
- 1868-ban 20 db (610–629 pályaszámok),
- 1869-ben 30 db (630–659 pályaszámok),
- 1870-ben 27 db (660–686 pályaszámok) mozdonyt készített. A 661 pályaszámú, KAISER FRANZ JOSEF nevet kapott mozdony volt a gépgyár 1000. gyári számát viselő mozdonya.

A következő évben 
- a berlin Borsig cég 10 db (687–696 pályaszámok)
- az esslingeni Kessler cég pedig 15 db (697–711 pályaszámok) ugyanilyen típusú mozdonyt szállított.

A mozdonyokat 1873-ban az ÁVT saját osztályjelzéssel és új pályaszámokkal látta el: az új jelölésük V. osztály 1112–1223 lett.
Az V. osztály beszerzését 1875-ben tovább folytatták: újra a társaság gépgyára szállított, ez alkalommal 13 példányt. Az új mozdonyok, melyek kazánjának méretei csökkentek, így a mozdonyok tömege is kisebb lett, a 1224–1236 pályaszámokat viselték, nevet azonban már nem kaptak.
Az ÁVT 1878-ban újabb 10 mozdonyt vásárolt, melyek a 1237–1246 pályaszámokat kapták, azonban ezek közül az utolsó négy példány még abban az évben a török Chemins de fer Orientaux (CO) vasúthoz került. Az állagból kikerült a 10 db Borsig-mozdony is, mely a CFR-hez került.
A CO mozdonyai helyett Lokomotivfabrik der StEG 1880-ban újabb négy mozdony szállított, melyeket az ÁVT az eladott mozdonyokkal azonos (1243–1246) számokon állított szolgálatba.

## Pályafutásuk az első világháború végéig
A mozdonyok az ÁVT, illetve OMÁV egész hálózatán tehervonatok továbbítására használták. Kis tömegük és tengelyterhelésük miatt korlátozás nélkül az egész hálózaton közlekedhettek. Szénfogyasztásuk 20 km/h sebességnél 1372 tonna, illetve 30 km/h sebességnél 1097 tonna vonattömeg továbbításakor kilométerenként átlag 9,2 kg volt
A CO mozdonyai 1888-ban a БДЖ-hez kerültek.

### Magyarország
Az OMÁV magyar vonalainak 1891. évi államosításával az itt szolgáló 42 mozdony (1112–1123, 1135–1149 és 1209–1223 pályaszámok) a MÁV állagába került és a IVb. osztályjelzést, valamint a 4201–4252 pályaszámokat kapták.
A mozdonyok a Monarchiában 1894-től kötelező módon új hadijelet is kaptak, mely ennél a típusnál {\displaystyle {\tfrac {\mathrm {IV\ 400} }{\mathrm {B} _{7}}}} volt.
A MÁV 1911-ben vezette be új számozási rendszerét, melyben a járműveket a 459,001–052 sorozatjellel és pályaszámokkal látta el.
A MÁV mozdonyainak nagyjavítását műhelyei között 1918-tól nem területenként, hanem típusonként osztotta el. A 459 sorozat mozdonyainak nagyjavítását a Sátoraljaújhelyi Műhelyre osztották. Ugyanakkor ugyanebben az évben a sorozatot (melynek legidősebb tagjai ekkor már 51 évesek voltak!) selejtezésre jelölték ki.

### Ausztria
Az osztrák mozdonyok ugyanazt a hadijelet kapták, mint magyar társaik. Az ÁVT osztrák vonalain közlekedő mozdonyokat 1899-ben újra átszámozta: a mozdonyok a 42 sorozatjelet és a 4201–4273 pályaszámokat kapták.
1909-ben az ÁVT megmaradt vonalait az osztrák állam váltotta meg, így a 42 sorozatú mozdonyok a kkStB állagába kerültek. Itt az 571.01–73 sorozatjelet és pályaszámokat kapták.
A kkStB az öreg mozdonyok egy részét új kazánnal látta el, melynek leglátványosabb jellegzetessége egy-egy, az első és hátsó kazánövön elhelyezett nagyméretű, sima, kúpos burkolatú gőzdóm volt, melyeket vízszintes cső (magyar vasutasnyelven a „gatyaszárító”) kötött össze. A kazán egyéb jellemzői nem változtak. A korszerűbb mozdonyok megjelenésével az 571 sorozat mozdonyai mindinkább tolató szolgálatra kerültek át, melyre nagy vonóerejük, kis kerékátmérőjük és ikergépezetük miatt jól alkalmazhatóak voltak. Az első világháború kitörésekor az alábbi fűtőházaknál szolgáltak:
- Brünn (ma: Brno): 23 db,
- Stadlau: 40 db,
- Böhmisch Trübau (Česká Třebová): 10 db

## A két háború között
A vesztes első világháború után a Magyarországtól elszakított területeken maradt, majd a tanácsköztársaság bukását követő román megszállás során elhurcolt MÁV-vontatójárművek között a 459 sorozatú mozdonyok nagyobb része is a határokon túlra került. A mozdonyok végső eloszlása az alábbiak szerint alakult:
- MÁV: 13 db
- CFR: 20 db
- ČSD: 4 db
- SHS: 1 db

A kkStB járműállományának felosztása után az 571 sorozatú mozdonyok közül:
- 40 db a BBÖ-höz,
- 31 db a ČSD-hez,
- 2 db-ot kiselejteztek.

### Magyarország
A jelentősen lecsökkent forgalom miatt az amúgy is elavult és felújításra szoruló mozdonyokat a MÁV néhány éven belül selejtezte.
A 459 sorozatjelet a MÁV érdekes módon – noha rendelkezésére állt megfelelő, még ki nem osztott sorozatjel – újra felhasználta. Az első bécsi döntés és a kárpátaljai magyar bevonulás nyomán a MÁV állagába került ČSD 411.0 sorozatú mozdonyok számára adták ki másodszor ezt a sorozatjelet, bár ez a típus eltért az ÁVT-eredetűtől.

### Románia
A CFR a hozzákerült MÁV-mozdonyokat az addigi sorozatjellel és pályaszámokkal üzemeltette tovább. A járművek honállomása Piski, Marosvásárhely, Brassó és Madéfalva (Csíkcsicsó) volt. A 459-esek tehervonatokat továbbítottak a Piski–Petrozsény, a Madéfalva–Gyimesbükk, a Marosvásárhely–Madéfalva és a Brassó–Predeál vonalakon az 1928–1930-as selejtezésükig.

### Ausztria
A BBÖ a hozzá került mozdonyokat a korábbi sorozat- és pályaszámukon üzemeltette tovább. A forgalom lecsökkenése miatt a BBÖ folyamatosan selejtezte a mozdonyokat. Az Anschlusst már csak három példány érte meg, ezek a DRB-hez kerültek, mely az 55 7001–7003 pályaszámokat kapták. A matuzsálemek túlélték a második világháborút, az utolsó példány ipari mozdonyként 88 évesen, 1958-ban fejezte be a pályafutását.

### Csehszlovákia
A MÁV-eredetű mozdonyok közül három számára jelöltek ki új sorozatjelet és pályaszámot (411.201–03), de ténylegesen csak egy mozdonyt számoztak át, és azt is selejtezték 1925. végéig.
A kkStB-eredetű mozdonyokat érdekes módon a 401.001–031 sorozatjellel és pályaszámokkal látták el. A mozdonyok közül 13 db maradt állagban a ČSD mozdonyállag felosztásának időpontjára, amikor is mindegyikük a ČMD-BMB-hez került. Selejtezésük tovább folytatódott, így a háború után már csak hét 411-es került az újra megalakult ČSD-hez. A járművek pályaszáma végig változatlan maradt. A típus utolsó példányát 1952-ben vonták ki a forgalomból.

### Jugoszlávia
Az SHS az állagba vett példányokat rövidesen selejtezte, így a JDŽ-hez már egy sem került.